# Lessing-Schule
Folgende Schulen tragen den Namen Lessing in ihrem Namen und beziehen sich dabei meist auf Gotthold Ephraim Lessing, den bedeutenden Dichter der Aufklärung:
| Name                                     | Ort                  | Bundesland             | Schulart                              | Details zur Namensgebung |
| ---------------------------------------- | -------------------- | ---------------------- | ------------------------------------- | --- |
| Grundschule „Gotthold Ephraim Lessing“   | Apolda               | Thüringen              | Grundschule                           | |
| Lessing-Gymnasium (Berlin)               | Berlin               | Berlin                 | Gymnasium                             | erhielt 1887 den Namen Lessing-Gymnasium |
| Lessing-Schule (Bochum)                  | Bochum               | Nordrhein-Westfalen    | Gymnasium                             | |
| Lessinggymnasium Braunschweig            | Braunschweig         | Niedersachsen          | Gymnasium                             | erhielt 1929 den Namen |
| Lessingschule (Bremerhaven)              | Bremerhaven          | Bremen                 | Oberschule                            | |
| Gotthold Ephraim Lessing Grundschule     | Calbe (Saale)        | Sachsen-Anhalt         | Grundschule                           | |
| Lessingschule Delmenhorst                | Delmenhorst          | Niedersachsen          | Förderschule                          | |
| Gotthold-Ephraim-Lessing-Gymnasium       | Döbeln               | Sachsen                | Gymnasium                             | erhielt am 10. Oktober 1947 den Namen Lessing-Oberschule |
| Lessing-Gymnasium und Berufskolleg       | Düsseldorf           | Nordrhein-Westfalen    | Gymnasium / Berufskolleg              | erhielt am 11. Mai 1913 den Namen Lessings. Ob die damalige „Realschule in Entwicklung“, Gründung 1910, nach Gotthold Ephraim Lessing oder Carl Friedrich Lessing benannt wurde, ist ungewiss. |
| Lessingschule                            | Erfurt               | Thüringen              | Regelschule                           | nach 1945 zeitweilig Oberschule in Erfurt, Direktor Dr. phil. Hans Wiedemann |
| Lessingschule (Erzhausen)                | Erzhausen            | Hessen                 | Grundschule                           | |
| Lessing-Grundschule                      | Falkensee            | Brandenburg            | Grundschule                           | |
| Lessing-Gymnasium (Frankfurt am Main)    | Frankfurt am Main    | Hessen                 | Gymnasium                             | erhielt 1892 den Namen Lessing-Gymnasium |
| Lessingschule                            | Freiburg im Breisgau | Baden-Württemberg      | Realschule und ZfBB                   | Schule liegt an der Lessingstraße (ZfBB = Zentrum für individuelle Bildung und Beratung) |
| Lessing-Oberschule                       | Freital              | Sachsen                | Oberschule                            | |
| Regelschule „G.E. Lessing“               | Greiz                | Thüringen              | Regelschule                           | |
| Grundschule Lessing                      | Halle (Saale)        | Sachsen-Anhalt         | Grundschule                           | |
| Grundschule Lessingschule                | Hamm                 | Nordrhein-Westfalen    | Grundschule                           | |
| Lessing-Stadtteilschule                  | Hamburg              | Hamburg                | Stadtteilschule, Gymnasiale Oberstufe | |
| Lessing-Gymnasium (Hohenstein-Ernstthal) | Hohenstein-Ernstthal | Sachsen                | Gymnasium                             | |
| Lessing-Gymnasium Hoyerswerda            | Hoyerswerda          | Sachsen                | Gymnasium                             | |
| Grundschule Gotthold Ephraim Lessing     | Ingolstadt           | Bayern                 | Grundschule                           | |
| Gotthold-Ephraim-Lessing-Gymnasium       | Kamenz               | Sachsen                | Gymnasium                             | |
| Lessing-Gymnasium Karlsruhe              | Karlsruhe            | Baden-Württemberg      | Gymnasium                             | erhielt 1911 den Namen Lessing-Gymnasium |
| Lessing-Gymnasium Köln                   | Köln                 | Nordrhein-Westfalen    | Gymnasium                             | |
| Lessing-Gymnasium (Lampertheim)          | Lampertheim          | Hessen                 | Gymnasium                             | |
| Lessing-Grundschule Leipzig              | Leipzig              | Sachsen                | Grundschule                           | erhielt 1992 den Namen Lessing-Grundschule |
| Lessing-Gymnasium Mannheim               | Mannheim             | Baden-Württemberg      | Gymnasium                             | |
| Gotthold-Ephraim-Lessing-Gymnasium       | Neubrandenburg       | Mecklenburg-Vorpommern | Gymnasium                             | erhielt 2000 den Namen Lessing-Gymnasium |
| Lessing-Gymnasium Neu-Ulm                | Neu-Ulm              | Bayern                 | Gymnasium                             | |
| Lessing-Gymnasium Norderstedt            | Norderstedt          | Schleswig-Holstein     | Gymnasium                             | |
| Lessingschule                            | Nordhausen           | Thüringen              | Regelschule                           | |
| Lessing-Gymnasium Plauen                 | Plauen               | Sachsen                | Gymnasium                             | |
| Lessing-Schule Treuen                    | Treuen               | Sachsen                | Grundschule                           | Die Namensgebung fand am 5. Juli 1953 statt. |
| Lessing-Gymnasium Uelzen                 | Uelzen               | Niedersachsen          | Gymnasium                             | |
| Lessingschule Wesseling                  | Wesseling            | Nordrhein-Westfalen    | Gesamtschule                          | |
| Lessing-Realschule (Wolfenbüttel)        | Wolfenbüttel         | Niedersachsen          | Realschule                            | |
| Lessing-Gymnasium Winnenden              | Winnenden            | Baden-Württemberg      | Gymnasium                             | |